# Helina fulvigena
Helina fulvigena este o specie de muște din genul Helina, familia Muscidae. A fost descrisă pentru prima dată de Johann Andreas Schnabl și Dziedzicki în anul 1911. Conform Catalogue of Life specia Helina fulvigena nu are subspecii cunoscute.